# Світло над Росією
«Світло над Росією» — радянський художній історично-революційний, пропагандистський фільм, знятий в 1947 році режисером Сергієм Юткевичем на кіностудії «Мосфільм». Фільм в прокат не вийшов.

## Сюжет
Фільм знятий по мотивами п'єси Миколи Погодіна «Кремлівські куранти». Кінострічка побудована на спогадах учасника Жовтневої соціалістичної революції матроса Олександра Рибакова, який охороняв В. І. Леніна і воював з фашистами в роки Великої Вітчизняної війни. Ключова тема фільму «Світло над Росією» — втілення в життя плану електрифікації всієї країни (ГОЕЛРО), що відбулося в Росії під керівництвом більшовицької партії В. І. Леніна і Й. В. Сталіна в 1920-1930-ті роки. У фільмі також висвітлено історію відвідин Москви Гербертом Уеллсом і його зустрічі з «кремлівським мрійником» В. І. Леніним, який запросив письменника приїхати в Росію через 10 років, щоб побачити своїми очима виконання плану ГОЕЛРО. Уеллс, який написав нарис «Росія у імлі», приїхав в СРСР в 1934 році і був вражений тим, що план було не просто виконано, але й перевиконано по ряду показників.

## У ролях
- Микола Колесников —  Ленін
- Михайло Геловані —  Сталін
- Василь Марков —  Дзержинський
- Борис Оленін-Гіршман —  Кржижановський
- Микола Охлопков —  інженер Антон Іванович Забєлін
- Кіра Головко —  Маша Забєліна
- Микола Крючков —  Олександр Рибаков, матрос
- Веніамін Зускін —  годинникар
- Сергій Ценін —  Герберт Уеллс
- Борис Ліванов —  Маяковський
- Василь Ванін —  солдат
- Борис Толмазов —  червоноармієць Ласточкин
- Володимир Мар'єв —  червоноармієць
- Сергій Філіппов —  спекулянт
- Олена Єліна —  Лідія Михайлівна, дружина Забєліна
- Марія Яроцька —  Даша, прислуга у Забєліних
- Лідія Сухаревська —  Олена В'ячеславівна, перелякана жінка
- Олена Тяпкіна —  дама з в'язанням
- Ростислав Плятт —  оптиміст
- Тетяна Говоркова — торговка ляльками
- Андрій Карасьов — червоноармієць
- Володимир Уральський — червоноармієць
- Максим Штраух — скептик
- Віктор Бубнов — шофер
- Любов Добржанська — епізод
- Всеволод Якут — «Блакитний»
- Лариса Орданська — незнайомка
- Микола Бріллінг — імажиніст
- Ірина Зарубіна — молодиця
- Степан Каюков — торговець
- Володимир Сез — епізод

## Знімальна група
- Режисер — Сергій Юткевич
- Сценарист — Микола Погодін
- Оператор — Марк Магідсон
- Композитор — Арам Хачатурян
- Художник — Володимир Каплуновський